# Драган Мијалковски
Драган Мијалковски (Бјеловар, 24. април 1950) је македонски и југословенски певач забавне музике.

## Биографија
Био је популаран седамдесетих и осамдесетих година прошлог века. Са лакоћом је певао и поп и нову народну македонску музику. Након завршене Техничке школе у родном Скопљу и неуспешног покушаја да студира на Вишој техничкој школи у Битолу, 1969. године, на аудицији Тражимо младе таленте окушао је срећу и већ сутрадан у Радио станици направио и свој први снимак. Тада почињу и права снимања и припремања нових музичких материјала. Одмах се, у деветнаестој години, и оженио са супругом Ели и стекао двоје деце.
Сарађивао је са врхунским композиторима: Војканом Борисављевићем, Никицом Калођером, Славом Димитровим, Александром Ацом Кораћем, Зденком Руњићем... Учесник је многих фестивала, а највећи хитови су били: Иди, душо моја, Наша последња ноћ, У малом граду крај Дунава...

## Фестивали
Београдско пролеће:
- Тај живот наш, '73
- Иди, душо моја, '74, друго место (подела другог места са Бисером Велетанлић)
- Збогом драга, збогом, '75
- Дај ми руке, '76
- Мама, мама, '78
- Опрости, Соња, '83
- Иди, душо моја / Песникова гитара, (Вече ретроспективе - највећих хитова са фестивала Београдско пролеће), '88

Опатија:
- Ја сум твој пријател, '70
- Кога си сама, '73
- Хронично сам заљубљен у тебе, '79
- Перонот 3, '82

Ваш шлагер сезоне, Сарајево:
- Не одлази прије јутра, '73
- Опрости, љубави, '74
- Написао бих песму, '79
- Живот за тебе, '80

Сплит:
- Фортуна, '79
- Срце своје носин теби, '82

Загреб:
- Готово је, ја се женим, '78

Омладина, Суботица:
- Не ке ме познаваш, '73

Скопље:
- Не ми требаш повеке, '70
- Дај ми молњи, '71
- Оди си, '72, победничка песма (подела првог места са Сенком Велетанлић)
- Моја малечка гулабице, '74, победничка песма
- Кажи нешто драга, '76, прва награда публике
- Кажи ми, '77
- Фантазија, '94
- Неверна, '95
- Гитаро моја, '99

Фестивал ЈНА:
- На разделба, '73
- Земљо наша најскапа, '75
- Земјо се вракам, '76
- Срећан вам празник, војници, '82
- На татковината, '84
- Овде војник јас сум млад, '86

Хит парада, Београд:
- Наша последња ноћ, '74
- Успомена једног љета, '76

Хит лета:
- Чуваш ли још моја писма, '77

Златният Орфей, Бугарска:
- Кажи нещо, мила, друго место, '77

Internationales Schlagerfestival, Dresden:
- Wie die wolken wandern, '77

Макфест, Штип:
- Те љубам, '87

Валандово:
- Калино моме, '85, друга награда стручног жирија
- Дојранските рибари, '86
- Медена, '87
- Тамбуро моја, '88
- Дојди Лено на пернице бело, '89, прва награда публике
- Моме ђаволче, '90
- Опа, опа, '91
- Љубљена, '92
- Илина, 2019

Интерфест, Битола:
- Лебеди, пловете, '92
- Повекје љубов, '94

Фестивал Серенада, Битола:
- Не кажувај ми, 2000